# Which Would You Rather Be?
Which Would You Rather Be? è un cortometraggio muto del 1915 diretto da Frank Cooley. Di genere drammatico, prodotto dalla American Film Manufacturing Company su un soggetto di Webster Campbell (un attore che appare anche nel cast) aveva come altri interpreti Joe Harris, Virginia Kirtley, Kathryn Wilson, Fred Gamble.

## Trama
Edward e Henry, due giovani commessi viaggiatori, si fermano in una piccola città dove ognuno di loro incontra l'amore. Edward si innamora di Sadie, Henry di Edith, due sorelle figlie di Lane, il proprietario dell'emporio locale nonché direttore delle poste. Ai due giovani viene offerta l'occasione di un lavoro se sposeranno le due ragazze: Edward lavorerà alle poste, Henry all'emporio. Henry batte presto in ritirata, mentre Edward resta, sposando Sadie.

Gli affari per Henry però cominciano a rallentare, i grandi centri non sembrano più così redditizi e lui non ha più lo smalto che dimostrava quando ha cominciato quel mestiere. Comincia a pensare che forse non ha fatto la cosa giusta rifiutando il posto in provincia e, quando papà Lane muore, decide di tornare da Edith che lo sta ancora aspettando.

## Produzione
Il film fu prodotto dalla American Film Manufacturing Company.

## Distribuzione
Distribuito dalla Mutual, il film - un cortometraggio in due bobine - uscì nelle sale statunitensi il 2 febbraio 1915.